# Lokomotivy Crampton

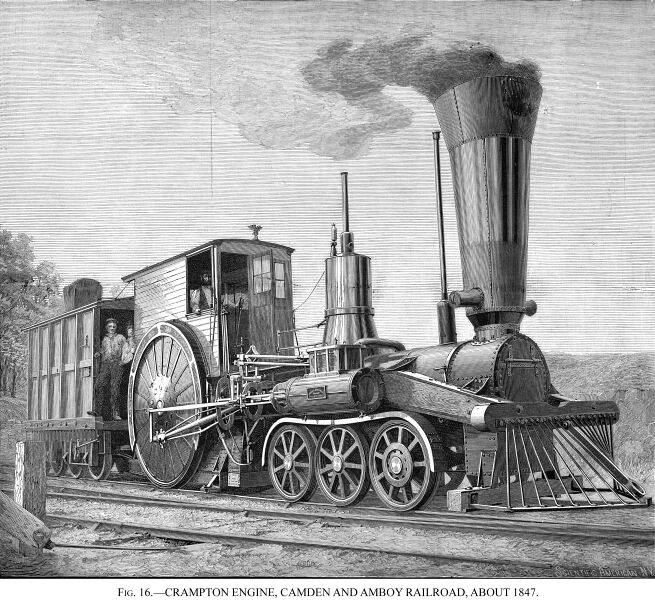
Kresba C&A 6-2-0, cca 1847.

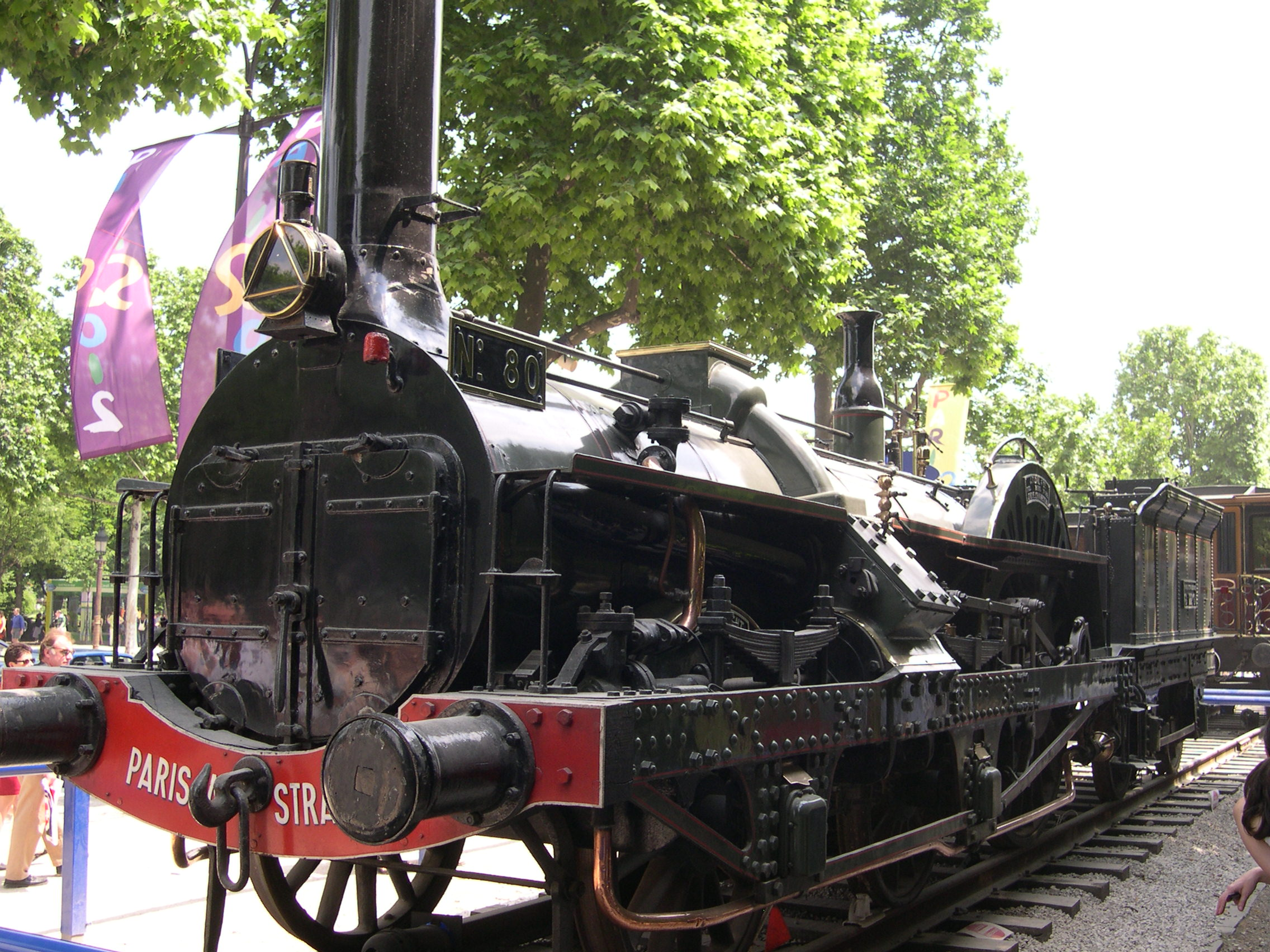
Crampton n° 80 při přehlídce na Champs-Élysées roku 2003

Lokomotivy typu Crampton se vyznačují nízko položeným kotlem a jediným mohutným hnacím dvojkolím umístěným až za kotlem. 

## Původ konstrukce
Lokomotivy tohoto typu zkonstruoval Thomas Russell Crampton a byly vyráběny v různých lokomotivkách od roku 1846. Jezdily ve Velké Británii, ale s mnohem větším úspěchem se setkaly ve Francii. 

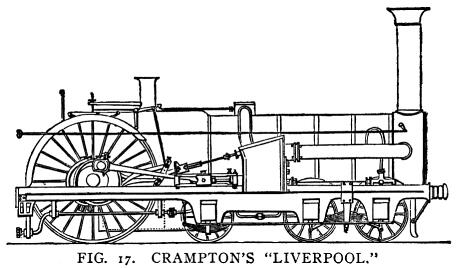
Cramptonova konstrukce lokomotivy Liverpool v roce 1841.

Snaha o zvyšování rychlosti narážela v tehdejší době na nedokonalost tehdejších technologií. Zvyšování otáček hnacích kol nebylo možné, jelikož setrvačné síly pístů a ojnic by vedly k rychlému opotřebení ložisek i k neklidnému chodu lokomotivy, což by opotřebení ložisek ještě urychlilo, o nebezpečí dalších poškození ani nemluvě. Proto byla volena cesta zvětšování průměrů hnacích, případně (u jiných typů lokomotiv) spřažených kol. 

## Amerika
Na cestě do Anglie viděl Američan Robert L. Stevens, prezident železnice Camden and Amboy (C&A) předvedení Cramptonovy lokomotivy s uspořádáním 3´A. Po svém návratu v roce 1847 požádal svého mistra mechanika Isaaca Drippse, aby postavil lokomotivu tohoto typu pro C&A. Podmínky pro tuto lokomotivu byly následující: kotel o průměru 38" (96 cm) pro spalování antracitu a průměr hnacích kol 96" (244 cm).
Stavět lokomotivu pro spalování uhlí bylo v té době nezvyklé. Jako palivo sloužilo téměř výhradně dřevo, neboť bylo levné a byl ho všude dostatek. 
První lokomotiva tohoto typu byla dokončena roku 1849 a nesla jméno John Stevens. Dripps nebyl příliš přesvědčen o úspěchu této lokomotivy na amerických železnicích a vývoj mu dal za pravdu. Lokomotiva s jediným hnacím dvojkolím měla příliš nízkou adhezní hmotnost, její tažná síla nebyla dostatečná pro požadované výkony.
Oproti tomu vedení C&A bylo přesvědčeno, že se osvědčila skvěle a objednalo několik dalších, které nasadilo do osobní dopravy. Zde sloužily až do roku 1865.

## Závěr
Cramptonovy lokomotivy umožnily zvyšování rychlosti na železnici. Vzhledem k nízké adhezní váze se však hodily především pro lehké rychlíky v rovinatých zemích. Pro jiné použití byly nevhodné.
Jediná Cramptonova lokomotiva – N° 80 z roku 1852 pojmenovaná  « Le Continent » je uchovávána v železničním muzeu v Mulhouse. Tato lokomotiva dosahovala rychlosti 120 km/h.